# Giuseppina Maria Nicolini
Giuseppina Maria „Giusi“ Nicolini (* 5. März 1961 in Lampedusa) ist eine ehemalige Bürgermeisterin der italienischen Gemeinde Lampedusa und Linosa.

## Leben
Giusi Nicolini ist auf Lampedusa aufgewachsen. Im Alter von 23 Jahren wurde sie stellvertretende Bürgermeisterin. Sie setzte sich für den Umweltschutz auf der Mittelmeerinsel ein, so dass die bekannte Kaninchenbucht als Naturreservat ausgewiesen wurde, das auch für Badegäste zugänglich ist. Aufgrund ihres Engagements war sie Anfeindungen und Brandanschlägen ausgesetzt.

## Leistungen
Im Mai 2012 wurde Giusi Nicolini bei den Kommunalwahlen zur Bürgermeisterin der Gemeinde Lampedusa und Linosa gewählt. Sie erregte bereits im Jahr ihrer Amtsübernahme mit einem eindringlichen Brief über die Flüchtlingsproblematik Aufmerksamkeit.

„Ich bin über die Gleichgültigkeit entrüstet, die alle angesteckt zu haben scheint. Ich bin entrüstet über das Schweigen Europas, das gerade den Friedensnobelpreis erhalten hat, und nichts sagt, obwohl hier die Zahl der Toten daran glauben lässt, es wäre Krieg. Ich bin mehr und mehr davon überzeugt, dass die europäische Einwanderungspolitik den Tod dieser Menschen in Kauf nimmt, um die Migrationsflüsse einzudämmen. Vielleicht betrachtet sie sie sogar als Abschreckung. Aber wenn für diese Menschen die Reise auf den Kähnen der letzte Funken Hoffnung ist, dann meine ich, dass ihr Tod für Europa eine Schande ist.“

Kurz nach der Flüchtlingstragödie vor Lampedusa mit über 300 Toten am 3. Oktober 2013 hielt sie eine Rede beim EU-Gipfel 2013, in der sie ein neues europäisches Asyl- und Einwanderungsrecht forderte.
2017 wurde sie abgewählt.

## Auszeichnungen
- Bürgermeisterin des Monats Juli 2014; vergeben von der City Mayors Foundation.[2]
- Stuttgarter Friedenspreis 2015; vergeben von Die AnStifter e. V. im Mai 2015; verliehen am 6. Dezember 2015.[7]
- Theodor-Heuss-Medaille 2015; vergeben von der Theodor-Heuss-Stiftung; verliehen am 16. Mai 2015.[8]
- Olof-Palme-Preis 2016; verliehen am 30. Januar 2017.[9]